# Методій Почаївський
Мефодій

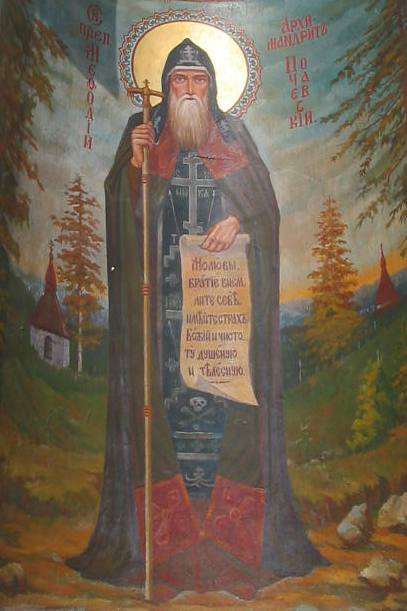
Преподобний Мехтодій Почаївський, засновник Почаївського монастиря (1220). Фреска зі стін монастиря.

Почаївський (1091, Візантія ? — † 1228, Почаїв) — древньоруський православний святий, афонський чернець, преподобний. Перший архімандрит Почаївського монастиря. За переданням, вважається засновником Почаївської Свято-Успенської лаври. Преподобний Мефодія  був спершу монахом монастиря на Афоні у Греції (тоді Візантія). Згодом відправився на Русь і прожив у Почаєві багато років. Під настоятельством Мефодія на Почаївській Горі було 25 ченців пустельників.

Преподобний Мефодій  помер у 1228 році у віці 137 років. На його могилі був великий камінь, а на ньому напис:
Зде лежить возобновитель й страж міста Святаго.
Про преподобного Мефодія  не збереглося ніяких друкованих достовірних свідоцтв, окрім народного шанування та польського рукописного твору Монастир Скит.

## Передання про преподобного Мехтодія
В Архіві Почаївської Лаври переховувався рукописний твір Monastyr Skit, писаний польською мовою, 1732 року. Саме цей рукопис і записав давні народні передання про початок Почаївського монастиря. На жаль, зміст цього твору зовсім мало відомий, і сам твір не видрукуваний.
«Монастир Скит» розповідає, що в глибокій давнині наприкінці XII століття, біля Почаївської гори жив побожний муж Туркул, який сильно любив цю гору. Він не раз бачив там видіння, — у сні йому являлася Божа Мати. Через це він покохав цю гору. Можливо, що це був монах келліот. Десь близько 1213 р. прибув до Туркула чернець із грецького Афону на ім'я Мехтодій, глибокий старець. Туркул усе розповів Мехтодієві про свої видіння Божої Матері, показав йому і всю гору та її довкілля. Чернець з Афону зрозумів, що це Сама Божа Мати обрала Собі місце перебування на Волині, та Почаївській горі, і що тут таки треба поставити монастир. Мехтодій вирішив залишити на Почаївській горі побожну пам'ятку — він вибрав на горі високу липу, очистив її стовбура від кори, вигладив, — і намалював на ній Образ Божої Матері так, як Вона явилася в сні побожному Туркулові. Туркул захопившись, постановив віддати Почаївську гору Божій Матері. А Мехтодій вернувся на Афон. За ним подався на Афон і Туркул. Довго пробував на Афоні Туркул, а вкінці він таки намовив ченця Мехтодія вертатися на Почаївську гору і ставити там монастир для духовного просвічення усього Волинського краю. У 1219 р. вони обоє вернулися з Афону і почали будувати монастир на Почаївській горі. До будівництва обителі вони заохотили 12 будівничих (як і Київська Печерська Лавра), і монастир було закінчено у 1220 р. Біля них згуртувалися й інші ченці зі сходу. Біля монастиря були побудовані й окремі оселі-келії для нових монахів пустельників. Того ж 1220 р. священноієрей Мехтодій освятив нову Церкву на честь Святого Переображення. Це був пустельножительний монастир, — ченці не спасалися разом, а кожен провадив своє окреме життя, як умів і як міг. У число пустельників зголосилися і 12 будівничих та ще кілька інших. А Настоятелем монастиря став о. Мехтодій. Мехтодій сильно полюбив Почаївську обитель. Він був добре освічений монах, писав пояснення на Євангелію, цебто складав т. зв. «повчальне Євангеліє». При монастирі він відкрив школу і зібрав багато рукописних книг. Архімандрит Мехтодій користувався повагою та любов'ю від сподвижників і був мудрим учителем для них. Старець Мехтодій помер у глибокій старості досягши 137 років.
Як зазначено, відомостей про те ким був цей священноієрей Мехтодій немає. Мабуть, він був українець, що рано подався на святу гору Афон, і там спасався, і там став монахом, а пізніше ієреєм, ймовірно — при монастирі «Руссикон». Оскілький саме цей монастир мав великі й постійні зв'язки зі своєю батьківщиною Україною.
Пізніше Почаївський монастир став підупадати, бо час був тяжкий та неспокійний. Проте він ще довго існував, як монастир пустинножитний, і таким дожив аж до кінця 16 століття, коли був відновлений уже на інших основах, — як монастир спільножитний.

## Джерело
- Історія Почаївського монастиря
- Давність Почаївського монастиря[недоступне посилання з липня 2019]